# Meet the Peepshows
Meet the Peepshows är en EP av det svenska garagerockbandet The Peepshows, utgiven i juli 2000 som 7"-vinyl av amerikanska Glazed Records. Skivan utgavs i totalt 1 000 exemplar, varav 200 var brunfärgade.

## Låtlista

### Sida A
1. "Sometime-O-Time"
2. "Right Now"

### Sida B
1. "Upon a Liar"
2. "Goodnight"

### Fotnoter
1. ↑  ”Meet the Peepshows”. Discogs.com. http://www.discogs.com/Peepshows-Meet-The-Peepshows/release/2013751. Läst 14 april 2012.